# Rogério Fróes
Rogério de Souza Fróes, mais conhecido como Rogério Fróes (Santos Dumont, 21 de setembro de 1934) é um ator, produtor e diretor de teatro brasileiro. É pai da também atriz Gisele Fróes.
Natural de Santos Dumont, Minas Gerais, mudou-se para o Rio de Janeiro, onde se dedicou-se às artes dramáticas. Com longa carreira no teatro, atuando e dirigindo, estreou no cinema somente aos 33 anos, em Perpétuo conta o esquadrão da morte (1967), de Miguel Borges. A partir daí, atuou em diversos filmes como Sábado Alucinante (1979), Menino do Rio (1982), Mauá - O Imperador e o Rei (1999), Redentor (2004), Não Se Pode Viver sem Amor (2010) e Três Verões (2020).
Na televisão, um dos seus trabalhos mais lembrados foi como o Velho Gui da telenovela Prova de Amor, transmitida pela RecordTV entre 2005 e 2006.

## Biografia
Adolescente, mudou-se para o Rio de Janeiro e frequentou a Escola de Arte Dramática do Teatro Duse, de Paschoal Carlos Magno. Matricula-se na Escola de Arte Dramática do Teatro Duse, de Paschoal Carlos Magno.- Passa a atuar sem parar, em peças como "As Feiticeiras de Salem" , de Arthur MiIler; "Agonia do Rei", de Ionesco; "Em Família", de Oduvaldo Vianna Filho; e "Constantina", de Somerset Maugham.- Como diretor teatral mostra competência nas peças "Estes Jovens Sonhadores e Seus Caminhos Maravilhosos", "A Onça e o Bode" e "O Mágico de Oz".- Na televisão, sempre pela TV Globo, faz as novelas "Passos do Vento" (68), "Rosa Rebelde" (69), "Assim na Terra como no Céu" (70), "Bandeira" 2 (71), "Selva de Pedra" (72), "O Espigão" (74), "Cuca Legal" (75), "O Bem Amado" (77), entre outras.- Ao longo de sua carreira ganha inúmeros prêmios, tanto como ator ou diretor. em Fortaleza-CE existe uma praça e uma escola que recebeu seu nome, são ele respectivamente a Praça Arquiteto Rogério de Sousa Fróes, localizada no dionísio torres, 350 fortaleza e a E E F M Arquitero Rogério Fróes, localizada: Av. das Graviolas, 1000 - Cidade 2000, Fortaleza - CE, 63475-149.
Está no elenco do filme Três Verões de Sandra Kogut onde interpreta o sogro da personagem da sua filha.

### Vida Pessoal
É pai das atrizes Gisele Fróes  e Luciana Fróes.

## Carreira

### Televisão
| Ano     | Título                     | Personagem                          | Notas                                 | Emissora      |
| ------- | -------------------------- | ----------------------------------- | ------------------------------------- | ------------- |
| 1968    | Passo dos Ventos           | Pierre                              |                                       | Rede Globo    |
| 1969    | Véu de Noiva               | Egídio                              |                                       | Rede Globo    |
| 1969    | Rosa Rebelde               | Aminthas                            |                                       | Rede Globo    |
| 1970    | Assim na terra como no céu | Dr. Leivas                          |                                       | Rede Globo    |
| 1971    | Bandeira 2                 | Dr. Freitas                         |                                       | Rede Globo    |
| 1972    | Bicho do Mato              | Túlio Nogueira                      |                                       | Rede Globo    |
| 1972    | Selva de Pedra             | Roger Martin                        |                                       | Rede Globo    |
| 1972    | Caso Especial              | —                                   | Episódio: "O Inimigo do Povo"         | Rede Globo    |
| 1973    | O Bem-Amado                | Padre Vigário                       |                                       | Rede Globo    |
| 1973–80 | Chico City                 | Vários personagens                  |                                       | Rede Globo    |
| 1974    | Supermanoela               | Kico                                |                                       | Rede Globo    |
| 1974    | O Espigão                  | Tio de Milu                         |                                       | Rede Globo    |
| 1975    | Escalada                   | Estevão                             |                                       | Rede Globo    |
| 1975    | Cuca Legal                 | Franco Pappalardo                   |                                       | Rede Globo    |
| 1975    | Helena                     | Camargo                             |                                       | Rede Globo    |
| 1975    | Senhora                    | Braga                               |                                       | Rede Globo    |
| 1975    | A Moreninha                | Dr. André                           |                                       | Rede Globo    |
| 1977    | Locomotivas                | Sérgio                              |                                       | Rede Globo    |
| 1978    | Pecado Rasgado             | Maurício                            |                                       | Rede Globo    |
| 1979    | Os Gigantes                | Dr. Osvaldo                         |                                       | Rede Globo    |
| 1979    | Superbronco                | Pai de Toty                         |                                       | Rede Globo    |
| 1980    | O Bem Amado                | Padre Vigário                       |                                       | Rede Globo    |
| 1981    | Caso Especial              | Castro Alves                        | Episódio: "Os Amores de Castro Alves" | Rede Globo    |
| 1983    | Eu Prometo                 | Antenor Serra Jardim                |                                       | Rede Globo    |
| 1984    | Livre para Voar            | Geraldo                             |                                       | Rede Globo    |
| 1985    | A Gata Comeu               | Martin Queiroz                      |                                       | Rede Globo    |
| 1986    | Novo Amor                  | Tito                                |                                       | Rede Manchete |
| 1987    | Corpo Santo                | Perdigão                            |                                       | Rede Manchete |
| 1987    | Sassaricando               | Marcos Bacelar                      | Participação especial                 | Rede Globo    |
| 1988    | Vale Tudo                  | Delegado Terêncio                   |                                       | Rede Globo    |
| 1990    | Desejo                     | Floriano Peixoto                    |                                       | Rede Globo    |
| 1990    | Gente Fina                 | Teixeira                            |                                       | Rede Globo    |
| 1990    | Araponga                   | Nilo Paiva (Gavião)                 |                                       | Rede Globo    |
| 1991    | Na Rede de Intrigas        | Padre Aurélio                       |                                       | Rede Manchete |
| 1993    | Contos de Verão            | Araripe                             |                                       | Rede Globo    |
| 1993    | Guerra sem Fim             | Armando César                       |                                       | Rede Manchete |
| 1997    | Por Amor e Ódio            | Olavo                               |                                       | Rede Manchete |
| 1999    | Louca Paixão               | Juiz Amarantes                      |                                       | Rede Manchete |
| 2000    | Sai de Baixo               | General Patê de Fruagá              | Episódio :"Cadelinha, Mas Ordinária"  | Rede Globo    |
| 2004    | Senhora do Destino         | General Bandeira                    | Episódios: "28–29 de junho"           | Rede Globo    |
| 2005    | Começar de Novo            | Dr. Eurípedes                       |                                       | Rede Globo    |
| 2005    | Mandrake                   | Dr. Márcio                          | Episódio: "Kolkata"                   | HBO Brasil    |
| 2005    | Prova de Amor              | Guilherme da Silva (Velho Gui)      |                                       | RecordTV      |
| 2007    | Vidas Opostas              | Dr. Francisco                       |                                       | RecordTV      |
| 2007    | Luz do Sol                 | Adalberto Magalhães de Sá           | Episódio: "21 de março"               | RecordTV      |
| 2007    | Louca Família              | Egídio                              |                                       | RecordTV      |
| 2008    | Amor e Intrigas            | Giuseppe Molinaro                   |                                       | RecordTV      |
| 2009    | Poder Paralelo             | Senador Ary Monteiro de Melo (Capo) | Episódios: "14 de abril–11 de maio"   | RecordTV      |
| 2011    | Sansão e Dalila            | Aliã                                |                                       | RecordTV      |
| 2011    | Vidas em Jogo              | Teodoro                             | Episódio: "30 de maio"                | RecordTV      |
| 2015    | Sete Vidas                 | Eliseo de Souza e Melo              |                                       | Rede Globo    |
| 2015–18 | Magnífica 70               | Seu Lorenço dos Reis                |                                       | HBO Brasil    |
| 2016    | Me Chama de Bruna          | Jader                               | 1 episódio                            | Fox Premium   |
| 2019    | Stella Models              | Comendador Antunes Filho            | 2 episódios                           | Canal Brasil  |
| 2025    | Juntas e Separadas         | [ 9 ]                               |                                       | Globoplay     |

### Cinema
| Ano  | Título                               | Personagem             |
| ---- | ------------------------------------ | ---------------------- |
| 2024 | Saideira                             | Seu Jonas              |
| 2020 | Três Verões                          | Seu Lira               |
| 2015 | Vai Que Cola - O Filme               | Juiz Léleu             |
| 2015 | Loucas Pra Casar                     | Padre Alaor            |
| 2014 | Romance Policial                     | Velho escritor         |
| 2014 | Tempos Idos                          | Ângelo                 |
| 2011 | Não Se Pode Viver sem Amor           | Antônio                |
| 2011 | O Homem do Futuro                    | Juiz                   |
| 2006 | Vestido de Noiva                     | Desembargador          |
| 2004 | Redentor                             | Dr. Soares             |
| 2000 | Vida e Obra de Ramiro Miguez         | —                      |
| 2000 | Tepê                                 | Tepê                   |
| 1999 | Mauá - O Imperador e o Rei           | Marquês do Paraná      |
| 1990 | Sonho de Verão                       | Marido de Ilma         |
| 1988 | Banana Split                         | Pai                    |
| 1982 | Menino do Rio                        | Monteiro               |
| 1982 | Os Vagabundos Trapalhões             | Homem rico             |
| 1982 | Consórcio de Intrigas                | Bertotti               |
| 1981 | Memórias do Medo                     | Machado                |
| 1980 | O Caso Cláudia                       | Pai de Flávia          |
| 1979 | O Preço do Prazer                    | —                      |
| 1979 | Sábado Alucinante                    | Werneck                |
| 1979 | Assim Era a Pornochanchada           | Ele mesmo              |
| 1978 | Amada Amante                         | Augusto                |
| 1978 | Essa Mulher É Minha... E Dos Amigos  | Leonel Mourão          |
| 1975 | Lição de Amor                        | Felisberto Souza Costa |
| 1974 | As Mulheres que Fazem Diferente      | Marido                 |
| 1972 | Missão Matar                         | Ramos                  |
| 1971 | O Barão Otelo no Barato dos Bilhões  | Goleiro biruta         |
| 1968 | Maria Bonita, Rainha do Cangaço      | Corisco                |
| 1967 | Perpétuo Contra o Esquadrão da Morte | Everaldo               |

## Teatro[12]
- 2023 - Vontade de Uma Coisa com Você[13]
- 2016 - Buscado
- 2015 - Família Lyons
- 2012 - Rebeldes: Sobre a Raiva
- 2012 - Revista de Ano
- 2011 - Thérèse Raquin
- 2009 - Laranja Azul
- 2006 - A Ratoeira
- 2004 - As Pequenas Raposas
- 2003 - Tio Vânia
- 2001 - O Beijo no Asfalto
- 1999 - SOS Brasil
- 1998 - Sob Neblina Use Luz Baixa
- 1998 - Enquanto Se Vai Morrer
- 1997 - O Carteiro e o Poeta
- 1996 - Brasil S/A
- 1994 - Meus Prezados Canalhas
- 1991 - O Tiro Que Mudou a História
- 1987 - O Amante Descartável
- 1985 - Cartas Marcadas
- 1984 - Disque M para Matar
- 1983 - O Olho Azul da Falecida
- 1982 - O Pequeno Príncipe
- 1980 - Rasga Coração
- 1979 - Um Rubi no Umbigo
- 1978 - Ferocidade (direção)
- 1977 - Seis Personagens à Procura de Um Autor
- 1976 - O Soldadinho de Chumbo (direção e produção)
- 1976 - Equus
- 1975 - Os Gêmeos
- 1974 - Constantina
- 1974 - Tiro e Queda
- 1973 - O Amante de Madame Vidal
- 1972 - O Interrogatório
- 1971 - A Mãe
- 1969 - Chá e Simpatia
- 1968 - Agonia do Rei
- 1968 - Black-Out
- 1966 - O Rapto das Cebolinhas
- 1966 - Rosa do Lagamar
- 1965 - Mortos Sem Sepultura
- 1965 - As Feiticeiras de Salém
- 1961 - O Noviço
- 1961 - Qualquer Hipótese
- 1958 - Farsa e Justiça do Corregedor
- 1958 - Onde a Cruz Está Marcada
- 1958 - Zé do Pato
- 1956/1957 - A Carrocinha
- 1956 - A Almanjarra
- 1955 - A Colônia
- 1955 - Conflitos e Mentiras
- 1953 - O Pedido de Casamento